# Пециломикоз
Пециломикоз (лат. Paecilomycosis) — глубокий системный микоз, при котором в патологический процесс могут вовлекаться кровь, сосуды мелкого и среднего калибра, интерстиций, лимфатические узлы, кожа, слизистая оболочка, внутренние органы и нервная система. К настоящему времени остаётся мало изученным заболеванием, так как частота выделения грибов рода Paecilomyces от больных по общепринятой методике не превышает 1-1,5 % [1].
Как новая нозологическая единица микоза введена Baker [2] в 1971 г. на основании имеющихся сообщений о поражении человека и животных грибами рода Paecilomyces. Повсеместное распространение грибов рода Paecilomyces в почве различных географических зон определяет массовую инфицированность ими населения земного шара. Однако использование рутинных методов выделения грибов из патологического материала от больных затрудняло освещение данного вопроса. На основании выявления диморфизма и особенностей паразитирования тканевых форм грибов рода Paecilomyces А. М. Ахунова в 1991 году разработала новый способ их выделения от больных, повысивший частоту выделения до 44 % [3]. Грибы рода Paecilomyces обладают диморфизмом и являются возбудителем нового вида врождённой хронической персистирующей инфекции крови, контролируемой механизмами неспецифической защиты и специфического иммунитета, состоятельность которых обусловливает фазы носительства или активации пециломикозной инфекции в крови. Клинические проявления пециломикоза полиморфны, что определено генерализованным распространением грибной инфекции, а также типами иммунных реакций, реализующихся в процессе сопротивления организма человека возбудителю. Внутриклеточный цикл паразитирования тканевых форм грибов рода Paecilomyces не позволяет достичь их полной элиминации из организма хозяина. Это значит, что даже после проведённого полного курса лечения системными антимикотиками сохраняется возможность рецидива инфекции. Среди факторов, подавляющих состоятельность иммунного контроля и провоцирующих активацию пециломикозной инфекции с развитием клинически выраженного пециломикоза в виде бронхиальной астмы, доминируют острые и хронические вирусные инфекции, стрессовые воздействия, сезонные и возрастные колебания иммунной системы [4].
Историческая справка
Первый случай инфекции человека грибом рода Paecilomyces вида Paecilomyces variotii был описан в 1963 г. Uys C.J и соавт[5]. Авторами описана история болезни женщины белой расы, 22 лет, страдавшей с детства ревмокардитом, которую они наблюдали с 1951 г. В 1953 г. На фоне беременности у пациентки возник рецидив ревмокардита, завершившийся образованием порока митрального клапана. 19 августа 1961 г. больной была проведена корригирующая операция на сердце и произведена замена изменённого митрального клапана протезом «ивалоновая бабочка». Послеоперационный период протекал без осложнений, за исключением аллергической реакции на введение стрептомицина. Через 5 месяцев после операции у больной развилась фибрилляция желудочков и ещё спустя 2 месяца, на фоне 30-недельной беременности возникли лихорадка и спленомегалия. Изменения в гемограмме характеризовались лейкоцитозом и ускоренным СОЭ до 60 мм/час.
При микробиологическом исследовании посевы крови больной были стерильными. Была произведена искусственная стимуляция родов, в результате которых родился здоровый мальчик. При выписке из стационара изменения сердечного ритма и спленомегалия сохранялись.
В августе 1962 года у больной вновь развилась лихорадка и произошла внезапная потеря сознания. Осмотр больной выявил утолщение ногтевых фаланг пальцев в форме “барабанных палочек”, спленомегалию и правостороннюю гемиплегию. Парентеральное введение больной антибиотика метициллина не было эффективным: температура тела не нормализовалась. При микробиологическом исследовании из крови больной был выделен гриб P.variotii. 
Замена противомикробного на антимикотический препарат микостатин (нистатин) быстро привела к нормализации температуры тела, но общее состояние больной не улучшилось, и она умерла спустя 10 дней. На секции макроскопически была обнаружена резко выраженная бледность слизистых оболочек, изменение ногтевых фаланг в форме «барабанных палочек» и признаки периферического отёка. Сердце и особенно правые его отделы были увеличены. В сердечной сумке было обнаружено небольшое количество жидкости соломенного цвета. Большая часть протеза митрального клапана была погружена в тромб. У бифуркации аорты был обнаружен окклюзивный тромб, уходящий на 4-6 см в обе подвздошные артерии. В головном мозге, почках, селезёнке были обнаружены инфаркты различных сроков возникновения.
По сообщению авторов, картина изменений, обнаруженных в других органах, была аналогична, тем, которые обнаруживаются при венозном застое, связанном с хронической сердечной недостаточностью. При микроскопическом исследовании в тромбе, обволакивающем протез митрального клапана, были обнаружены ветвистые нити мицелия, между которыми свободно лежали сферические тельца, которые авторы обозначили как «споры». Часть их была прикреплена к мицелию или располагалась на концах его.
В гистологических срезах, окрашенных гематоксилином и эозином споры и мицелий не прокрашивались, но контуры их были обозначены. В них также была обнаружена слабая PAS- реакция. Они окрашивались грамположительно и не прокрашивались толуидиновым синим, вследствие аргирофильности окрашивались по Гомори серебряным нитратом. Недалеко от этой зоны были обнаружены лежащие изолированно «споры», которые не имели аргирофильности. В том месте, где тромб прикреплялся к клапанам сердца, было обнаружено скопление гистиоцитарных и эпителиоидных клеток, между которыми находились многоядерные гигантские клетки. В цитоплазме некоторых из них были обнаружены фагоцитированные частицы грибов. В миокарде предсердий, как и в миокарде желудочков признаков острой ревматической атаки обнаружить не удалось. Изменения в мозговой ткани были обусловлены за счёт эмбола, содержащего грибные структуры. Он внедрился в сосуд головного мозга и вызвал развитие инфаркта мозговой ткани. В некротической ткани мозга были обнаружены грибные элементы. В стенке левой наружной подвздошной артерии была обнаружена картина хронического воспаления и участок казеозного некроза, который был окружён гигантскими многоядерными клетками типа Лангханса и эпителиоидными клетками. Некротическая ткань содержала множество грибных элементов. В мазках больной были обнаружены овальные грамположительные тельца, напоминающие дрожжевые клетки, но без признаков почкования. Посевы сделанные из тромбов, также дали рост гриба Paecilomyces variotii Bainier (1907).
По данным авторов, как и в последующих аналогичных сообщениях, были выявлены общие закономерности патологии: источник грибной инфекции не был установлен, первые клинические симптомы регистрируются спустя 4-8 месяцев после операции. Ведущими симптомами пециломикоза явились: одышка, лихорадка, озноб, потливость, потеря массы тела. Рецидивы болезни носили циклический характер. Все больные погибали, несмотря на активную противогрибковую терапию.
Впервые как распространённый вид системного микоза был обнаружен на территории Узбекистана. Идентификация культур грибов, выделенных из крови больных — жителей Узбекистана, с использованием молекулярно-биологических исследований отнесла их к новой разновидности гриба Paecilomyces variotii Bainier (1907), которая была обозначена как Paecilomyces variotii Bainier var. zaaminella.В связи с особенностями в генной структуре выявлены ещё две разновидности патогенных грибов, которые на основании морфологических характеристик изначально были отнесены к роду Paecilomyces: Purpureocillium lilacinus [7] и Chamaeleomyces granulomatis gen.et sp.nov. Вид P.viridis отнесён к новому роду как вид Chamaeleomyces viridis com. nov. [8]. Оба вида рода Chamaeleomyces диморфные, могут транзиторно переходить в дрожжевую фазу Их тканевая паразитическая форма описана в виде округло-овальных или округло- цилиндрических образований. . Гриб рода Paecilomyces вида Paecilomyces variotii Bainier (1907), выделенный от больных, проживающих на территории Самаркандской области, обладает диморфизмом с условно-патогенными свойствами [9]. С конца 70 -х годов в Узбекистане у детей с бронхолёгочной патологией, сепсисом и анемией была обнаружена инфицированность крови грибом Paecilomyces variotii Bainier (1907).
Кроме того, была установлена его роль в развитии аллергических проявлений, аллергического альвеолита и бронхиальной астмы [10].
По данным Aquilar C., Pujol I., Sala J., Guarro J., [11] проанализировавших 60 случаев пециломикоза у людей, был выявлен полиморфизм клинических проявлений от поражения ногтей до септического эндокардита.
Проведённый анализ 119 литературных данных об инфицированности человека грибом P.lilacinus [12] за период с 1964—2004 гг. выявил поражение глаз в 51,3 % случаев, инфекцию кожи — в 35,3 %, поражения других органов и систем — в 13,4 % случаев.